# Frühdynastische Periode
Die Frühdynastische Periode Ägyptens (3100–2686 v. Chr.), auch Frühzeit, Thinitenzeit oder Archaische Zeit genannt, ist eine Epoche der altägyptischen Geschichte und schließt sich an die Prädynastische Periode an. Zu ihr zählen hier die 1. und 2. Dynastie der Könige (Pharaonen), wohingegen die 3. Dynastie bereits zum Alten Reich gehört.

## Beginn
Die Frühdynastische Periode beginnt mit der Vereinigung Ober- und Unterägyptens unter Menes, dessen Leben mythologisch ausgeschmückt überliefert wurde. Hier findet sich auch der Ursprung der über fast 3000 Jahre andauernden Regierung durch Könige, die als von Göttern abstammend betrachtet wurden.
Durch Anwendung der Radiokarbonmethode ermittelte Daten führen Forscher nunmehr zu der Ansicht, dass die Chronologie der Prädynastik bis einschließlich der 1. Dynastie der Frühdynastischen Periode präzisiert und hinsichtlich der Zeitlinie auch korrigiert werden sollte.

## 1. Dynastie
Für die erste Dynastie gilt die historische Herrscherabfolge als gesichert. Erster König war Menes oder Narmer, letzter Herrscher war Qaa, insgesamt werden der Dynastie acht Herrscher zugeordnet. Alle diese Regenten ließen sich in Abydos bestatten. Eine besondere historische Rolle spielt Königin Meritneith zu Beginn der Regierungszeit des Königs Den. Tonsiegel aus ihrem Grab in Abydos sowie die außergewöhnlich große Grabanlage mit eigenem Kultbezirk und eigener Grabstele königlichen Formats lassen den Schluss zu, dass sie eine Zeit lang die Regierungsgeschäfte für König Den übernahm und leitete, da Letzterer wohl noch zu jung für das Königsamt war. Den teilte sich also den Königsthron mit seiner Mutter. Ähnlich gelagerte Fälle sind auch für die Königinnen Nofrusobek (12. Dynastie) und Hatschepsut (18. Dynastie) bekannt.
Bisher gingen Forscher davon aus, dass nach einer bis zum Ende der 1. Dynastie geltenden Tradition die engste Verwandtschaft sowie hochrangige Bedienstete dem verstorbenen König in den Tod folgen mussten und sie in kleinen, fast quadratischen Nebengräbern direkt am Königsgrab beigesetzt wurden. Nach Aussagen der Wiener Archäologin Christiana Köhler, Leiterin eines deutsch-österreichischen Teams zur Erforschung des Grabes von Königin Meret-Neith, zeigen jedoch Ausgrabungsergebnisse von 2023, dass „Opferungen von Dienern und Höflingen nach einem Königstod ins Reich der Mythen und Gerüchte gehören.“

„"Die wissenschaftliche Auseinandersetzung mit den Gräbern zeigt aber keinerlei Spuren von Trauma (körperliche Verwundung durch Unfall- oder Gewalteinwirkung, Anm.) oder einer gleichzeitigen Bestattung der Höflinge", stellt Köhler klar: "Wo genug Überreste erhalten waren, konnten wir nachweisen, dass die Gräber zu unterschiedlichen Zeiten verschlossen wurden." Die Untersuchungen ergaben zudem, dass sich der Bau des Komplexes über einen recht langen Zeitraum zog. "Das spricht alles gegen rituelle Menschenopfer für das Begräbnis der Königin", sagte die Archäologin.“

Die erste Dynastie ist von zahlreichen verwaltungstechnischen Neuerungen geprägt. So erscheinen erstmals Titel wie Hatia, Adj-mer und Iripat für hohe Beamte und Angehörige des Königshauses. Unter König Hor-Den wird der Königstitel Nisut-Biti eingeführt, sein Nachfolger Anedjib ergänzt diesen durch den Titel Nebuj. Jeder Herrscher der ersten Dynastie ließ eigene königliche Residenzen errichten. Die Außenpolitik war vom Tauschhandel mit Nachbarreichen wie Syrien, der Levante und Nubien geprägt. Gegen das im Westen gelegene Nachbarreich Libyen ging Ägypten wiederholt militärisch vor.
Für das Ende der ersten Dynastie vermuten Ägyptologen wie Wolfgang Helck, Peter Kaplony und Dietrich Wildung Thronwirren, während derer der Königsfriedhof von Abydos Opfer von Plünderern und Brandstiftern wurde. In diese Zeit fallen die Namen von obskuren Herrschern wie Seneferka, Sechet und „Vogel“.

## 2. Dynastie

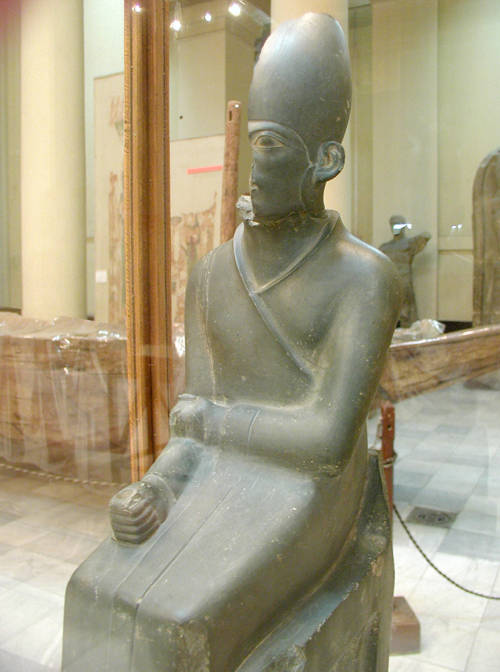
Statue des Königs Chasechemui im Ägyptischen Museum in Kairo

An den Beginn der zweiten Dynastie ordnen Ägyptologen drei Könige chronologisch sicher zu. Erster Regent war Hetepsechemui, ihm folgten die Könige Nebre und Ninetjer. Nach dem Tod des dritten Regenten scheint es abermals zu Thronwirren gekommen zu sein.
Ägyptologen wie Wolfgang Helck, Walter Bryan Emery, Hermann A. Schlögl und Jürgen von Beckerath halten es für möglich, dass es während der 2. Dynastie zu einer Reichsspaltung kam, während derer Ägyptens Landeshälften Ober- und Unterägypten in administrativ voneinander unabhängige Reiche getrennt wurden. Könige wie Sened, Seth-Peribsen und Sechemib-Perenmaat regierten demzufolge nur in Oberägypten, wo sie ihr Machtzentrum in Abydos gründeten, während gleichzeitig Herrscher wie Seneferka, Neferkare/Aaka, Hudjefa und Neferkasokar in Unterägypten residierten und Memphis als Regierungssitz wählten. Grund der Annahme sind unter anderem Tonsiegelinschriften der Könige Peribsen und Sechemib, die eine klare Trennung zwischen den Verwaltungszentren von Ober- und Unterägypten erkennen lassen. So nannten sich königliche Siegler unter vorgenannten Königen explizit „Siegler des Königs von Oberägypten“ und hohe Verwaltungsbeamte „Verwalter des Königs von Oberägypten“.
Als weiteren Anhaltspunkt für eine Reichsteilung wird der Serechname des Königs Seth-Peribsen angesehen, der entgegen bisherigen Traditionen den Horusfalken durch das Seth-Tier ersetzte und damit zu erkennen gab, dass er offenbar aus dem Süden stammte und nur dort herrschte. Sein Reich erstreckte sich bis nach Elephantine.
Ein dritter Hinweis, der möglicherweise auf eine Landesteilung deutet, sind die Königsliste von Sakkara und der Turiner Königspapyrus, in denen für die zweite Dynastie auffällig viele Kartuschennamen aufgelistet sind. Während ein Teil davon bestimmten Herrschern zugeordnet werden kann, verbleiben Namen, für die keine zeitgenössische Inschrift beziehungsweise kein zeitgenössischer Horus- oder Nebtiname herangezogen werden können. Entweder sind diese Könige als rein fiktiv anzusehen, das Ergebnis von versehentlichen Namensdoppelungen oder ihre zeitgenössischen Namensträger müssen noch entdeckt werden.
Grund für die Spaltung Ägyptens könnten staatsreligiöse Konflikte gewesen sein. Diese Vermutung wird durch Peribsens Entscheidung, das Seth-Tier über seinen Serech zu setzen, genährt, aber auch der Name des Königs Nebre gibt Anlass zu Spekulationen, da dieser als erster ägyptischer Herrscher die Sonnenscheibe des (späteren) Gottes Re in seinen Namen integrierte. Beweise für Konflikte zwischen Priesterkasten als Ursache für eine formelle Reichsteilung gibt es bislang jedoch nicht und die einzelnen Thesen sind nicht unwidersprochen. Eine weitere Motivation für eine derartige Doppelregentschaft könnte in der rapiden Expansion der zu verwaltenden Gaue und der wachsenden Bevölkerung während der zweiten Dynastie gründen. Der ständige Zuwachs an zu versorgenden Gütern und Staatsdomänen machte die Einführung neuer Ämter erforderlich, weil es zu innerpolitischen Spannungen und zunehmenden wirtschaftlichen Missständen gekommen sein könnte, worauf eine – rein formelle – Reichsteilung als notwendig angesehen wurde.
König Chasechemui, letzter Regent der zweiten Dynastie, war in der Lage, die Verwaltungszentren wieder zusammenzuführen und konnte daher als Alleinherrscher über ein wiedervereintes Ägypten regieren.

## Ende
An die Frühdynastische Periode schließt das Alte Reich an.